# Vuopiojärvi (Karesuando socken, Lappland)
Vuopiojärvi är en sjö i Kiruna kommun i Lappland och ingår i Torneälvens huvudavrinningsområde. Sjön har en area på 0,167 kvadratkilometer och ligger 392 meter över havet.

## Delavrinningsområde
Vuopiojärvi ingår i det delavrinningsområde (756763-177065) som SMHI kallar för Ovan Pitsijoki. Medelhöjden är 435 meter över havet och ytan är 29,07 kvadratkilometer. Räknas de 13 avrinningsområdena uppströms in blir den ackumulerade arean 140,47 kvadratkilometer. Saankijoki som avvattnar avrinningsområdet har biflödesordning 3, vilket innebär att vattnet flödar genom totalt 3 vattendrag innan det når havet efter 363 kilometer. Avrinningsområdet består mestadels av skog (56 procent) och sankmarker (39 procent). Avrinningsområdet har 0,84 kvadratkilometer vattenytor vilket ger det en sjöprocent på 2,9 procent.